# Waermund II. (Rochester)
Waermund († zwischen 860 und 868) war Bischof von Rochester. Er wurde zwischen 845 und 862 zum Bischof geweiht und trat im selben Zeitraum das Amt an. Er starb zwischen 860 und 868.